# Streblospira
Streblospira es un género de foraminífero bentónico considerado un sinónimo posterior de Meandrospira de la subfamilia Meandrospirinae, de la familia Cornuspiridae, de la superfamilia Cornuspiroidea, del suborden Miliolina y del orden Miliolida. Su especie tipo era Streblospira meandrina. Su rango cronoestratigráfico abarcaba el Cisulariense (Pérmico inferior).

## Discusión
Algunas clasificaciones hubiesen incluido a Streblospira en la familia Meandrospiridae.

## Clasificación
Streblospira incluye a las siguientes especies:
- Streblospira australae †
- Streblospira kimberleyensis †
- Streblospira meandrina †